# Paradaksha meeki
Paradaksha meeki är en insektsart som beskrevs av William Lucas Distant 1910. Paradaksha meeki ingår i släktet Paradaksha och familjen Flatidae. Inga underarter finns listade i Catalogue of Life.